# 斑胸短翅莺
斑胸短翅莺（学名：Locustella thoracica）为鶲科短翅莺属的鸟类。该物种分布于孟加拉国、不丹、中国、印度、朝鲜、老挝、蒙古国、缅甸、尼泊尔、俄罗斯和泰国，其模式产地在尼泊尔。
本种原为Bradypterus thoracicus (Blyth, 1845)，后移入蝗莺属。2022年，为了与其新的分类地位相符，“中国鸟类名录”10.0版将斑胸短翅莺的中文名修改为斑胸短翅蝗莺。

## 亚种
- 斑胸短翅莺东北亚种（学名：Locustella thoracica davidi）。在中国大陆，分布于内蒙古、东北、河北、山东等地。该物种的模式产地在河北。[3]
- 斑胸短翅莺西北亚种（学名：Locustella thoracica przevalskii）。在中国大陆，分布于青海、甘肃、陕西、四川等地。该物种的模式产地在青海。[4]
- 斑胸短翅莺指名亚种（学名：Locustella thoracica thoracica）。在中国大陆，分布于西藏、四川、云南、贵州、广西等地。该物种的模式产地在尼泊尔。[5]